# نبله الهجانه
نبله الهجانه (به عربی: نبلة الهجانة) یک منطقهٔ مسکونی در سودان است که در کردفان واقع شده‌است.